# Oshkosh (Nebraska)
Oshkosh es una ciudad ubicada en el condado de Garden en el estado estadounidense de Nebraska. En el Censo de 2010 tenía una población de 884 habitantes y una densidad poblacional de 510,19 personas por km².

## Geografía

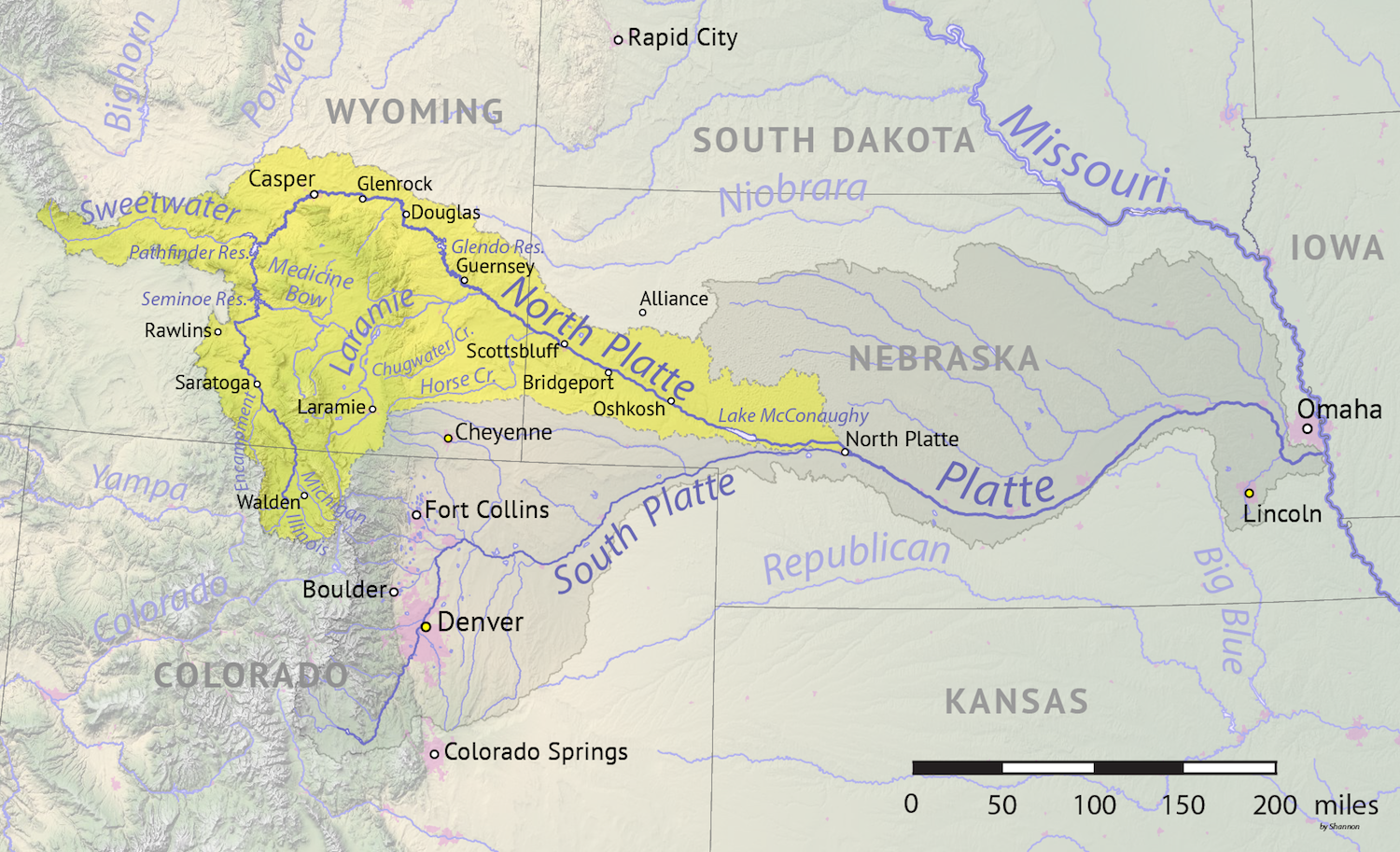
Mapa del río Platte Norte (una de las fuentes del río Platte) en el que aparece Oshkosh en su curso bajo

Oshkosh se encuentra ubicada en las coordenadas 41°24′29″N 102°20′43″O / 41.40806, -102.34528, a la orilla del río Platte Norte, que es una de las fuentes del Platte, afluente del Misisipi. Según la Oficina del Censo de los Estados Unidos, Oshkosh tiene una superficie total de 1.73 km², de la cual 1.73 km² corresponden a tierra firme y (0%) 0 km² es agua.

## Demografía
Según el censo de 2010, había 884 personas residiendo en Oshkosh. La densidad de población era de 510,19 hab./km². De los 884 habitantes, Oshkosh estaba compuesto por el 97.06% blancos, el 0.11% eran afroamericanos, el 0.34% eran amerindios, el 0.68% eran de otras razas y el 1.81% pertenecían a dos o más razas. Del total de la población el 4.19% eran hispanos o latinos de cualquier raza.